# Festival Panafricano de Cine y Televisión de Uagadugú
El Festival Panafricano de Cine y Televisión de Uagadugú (en francés Festival panafricain du cinéma et de la télévision de Ouagadougou o FESPACO) es un festival de cine en Burkina Faso, que se celebra cada dos años en Uagadugú, donde se encuentra la sede de la organización. Acepta para competición únicamente películas de cineastas africanos y producidas principalmente en África. FESPACO está programado para marzo de cada año, dos semanas después del último sábado de febrero. Su noche de apertura se celebra en el Estadio del 4 de Agosto, el estadio nacional.
El festival ofrece a los profesionales del cine africano la oportunidad de establecer relaciones de trabajo, intercambiar ideas y promover su trabajo. El objetivo declarado de FESPACO es "contribuir a la expansión y al desarrollo del cine africano como medio de expresión, educación y sensibilización". También ha trabajado para establecer un mercado para las películas africanas y los profesionales de la industria. Desde la fundación de FESPACO, el festival ha atraído a asistentes de todo el continente y otros lugares del planeta.

## Fundación

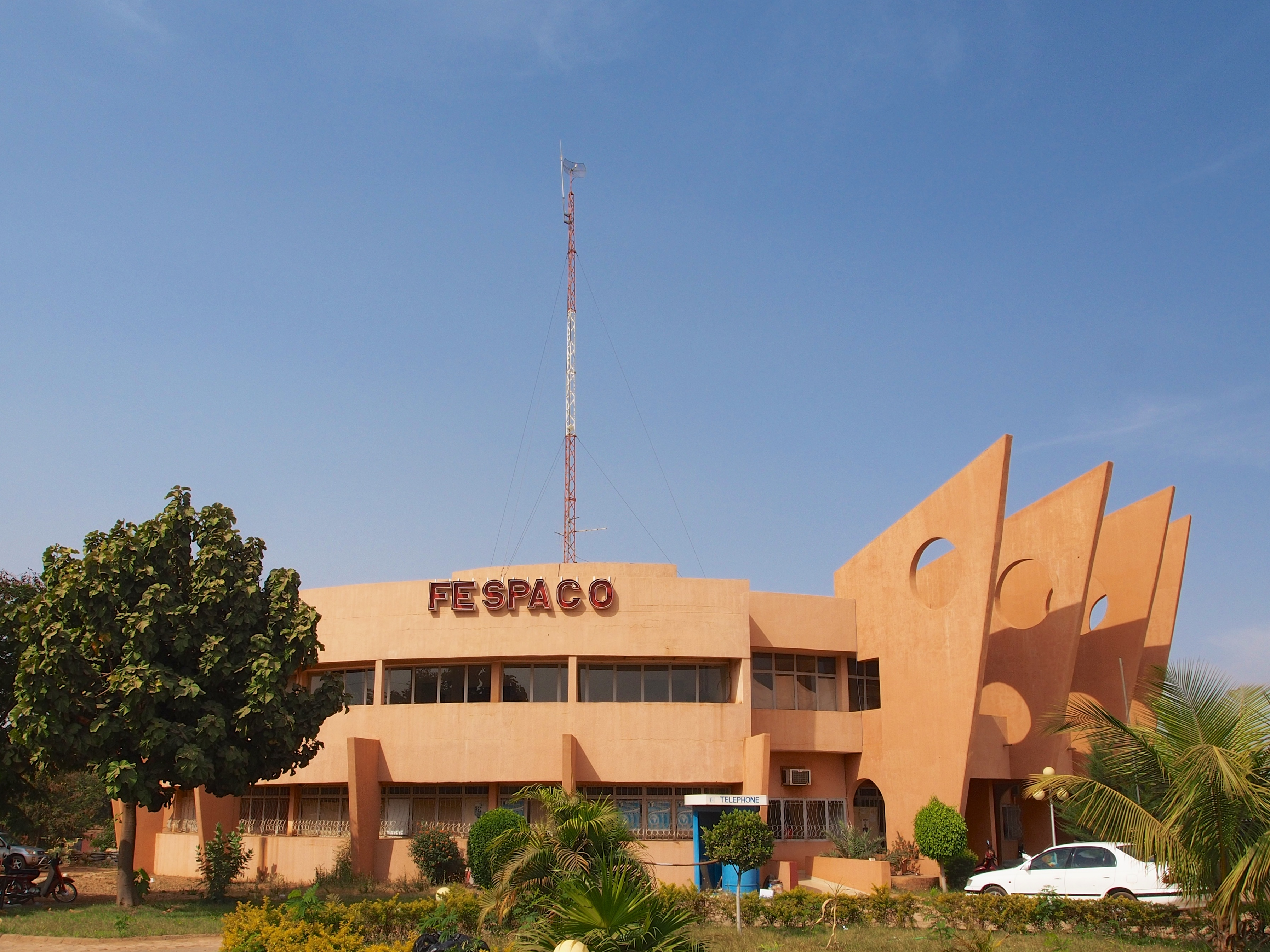
FESPACO, Sede en Uagadugú.

Creado en 1969, se llamó en principio Festival de Cine y Televisión Panafricano de Uagadugú. Se ha convertido en un evento internacionalmente reconocido y respetado. Alimata Salambere, la ministra de Cultura de Burkina Faso de 1987 a 1991, fue una de las fundadoras del festival. En su tercera edición en 1972, el festival se llamó FESPACO para abreviar, manteniendo su título completo como Festival pan-Africain du cinema et de la television de Ouagadougou. FESPACO fue reconocido formalmente como una institución por decreto gubernamental el 7 de enero de 1972. Su ceremonia de premiación anual y su sede se encuentran en Uagadugú, la capital de Burkina Faso.
En 1972, el primer ganador del premio a la mejor película fue Le Wazzou Polygame de Oumarou Ganda de Níger. Desde entonces, los directores de Camerún, Marruecos, Malí, Nigeria, Costa de Marfil, Argelia, Burkina Faso, Ghana y la República Democrática del Congo han ganado el premio a la mejor película.

### Evolución de 1969 a 2017
En la fundación del festival en 1969, participaron cinco naciones africanas: Alto Volta (Burkina Faso), Camerún, Costa de Marfil, Níger y Senegal, así como Francia y Países Bajos. En total se proyectaron 23 películas. En su segunda edición, los países africanos participantes aumentaron a nueve, incluyendo por primera vez a Argelia, Túnez, Guinea, Malí, y Ghana, y se proyectaron un total de 40 películas. En 1983, el festival incluyó el MICA (Mercado Internacional del Cine y la Televisión Africanos), un mercado de películas y vídeos africanos.
A partir de 1985, el festival adoptó diferentes temas para el evento anual, empezando por "el cine, la gente y la liberación". El tema del festival de 2007 fue "el actor en la creación y promoción de películas africanas".
A medida que el festival fue adquiriendo importancia, aumentaron su presupuesto y sus patrocinadores. Entre los países donantes figuran Alemania, Burkina Faso, Dinamarca, Finlandia, Francia, Países Bajos, Suecia y la República de China. Entre las organizaciones donantes figuran AIF (ACCT), PNUD, UNESCO, UNICEF, Unión Europea y Africalia. Gracias a su reconocimiento internacional, FESPACO ha permitido a los cineastas africanos mostrar su talento y vender sus productos en el mercado internacional, así como promover el desarrollo de productos y técnicos africanos en la industria.
Los secretarios generales de FESPACO desde 1972 han sido Louis Tombiano, de 1972 a 1982; Alimata Salembere, de 1982 a 1984; Filippe Savadogo, de 1984 a 1996, Baba Hama, de 1996 a 2008, Michel Ouedraogo, de 2008 a 2014, y Ardiouma Soma, de 2014 a la fecha.

## Principales iniciativas
- Mercado internacional africano de cine y televisión: FESPACO es un festival que promueve a los cineastas africanos y facilita la proyección de todas las películas africanas. Este festival único en África permite el contacto y el intercambio entre los profesionales del cine y el audiovisual de África y contribuye también a la expansión y el desarrollo del cine africano como medio de expresión, educación y sensibilización cada vez mayor.[1]
- Promoción del cine y la cultura africanos: El cine africano se promueve mediante la publicación de catálogos, noticias de FESPACO, el boletín FESPACO y el mantenimiento de una filmoteca africana, que cuenta con archivos de películas y un banco de datos. Además, apoya un cine itinerante. Como el festival admite exclusivamente películas africanas a concurso, apoya la mejora de la calidad de las películas africanas y de los cineastas.[2]
- Exhibiciones sin fines de lucro en áreas rurales: FESPACO también promueve exhibiciones sin fines de lucro en áreas rurales, en colaboración con organizaciones no gubernamentales o asociaciones en escuelas y otras instituciones públicas o privadas.[5]
- Promoción del cine africano en otros festivales internacionales: FESPACO organiza varios eventos cinematográficos, como la semana del cine y los estrenos cinematográficos. También promociona el cine africano en otros festivales internacionales.[3]
- MINIFESPACO: promoción del festival FESPACO en eventos nacionales. FESPACO organizó MINIFESPACO, celebrado en Ouahigouya (Burkina Faso) del 5 al 8 de junio de 2013, en la biblioteca Olvido, para ampliar las audiencias de las películas africanas.[6][7]

## Premios
El premio más prestigioso del festival es el "Étalon de Yennenga" (Potro de Yennenga), que lleva el nombre del legendario fundador del imperio Mossi. El "Étalon de Yennenga" se otorga a la película africana que más muestra "las realidades de África".
Otros premios especiales incluyen el Premio Oumarou Ganda, otorgado a la mejor primera película, y el Premio Paul Robeson a la mejor película por un director de la diáspora africana. (Este último lleva el nombre de un actor estadounidense, cantante y activista de los derechos civiles del siglo XX en los Estados Unidos).